# Sveriges invandrarminister
Invandrarminister var tidigare det statsråd i Sveriges regering som handlade invandrar- och flyktingärenden. Statsrådet var placerat i arbetsmarknadsdepartementet. De första att handlägga ärenden rörande invandrings- och flyktingfrågor var Ulla Lindström, som följdes av Camilla Odhnoff. Från 1996 är posten uppdelad på en integrationsminister och en migrationsminister.
Se även biträdande arbetsmarknadsminister.

## Invandrarministrar
- 1954–1966 Ulla Lindström
- 1967–1973 Camilla Odhnoff
- 1973–1976 Anna-Greta Leijon
- 1976–1977 Per Ahlmark (arbetsmarknadsminister)
- 1977–1978 Ola Ullsten (biståndsminister)
- 1978–1978 Rolf Wirtén (arbetsmarknadsminister)
- 1978–1979 Eva Winther
- 1979–1982 Karin Andersson
- 1982–1986 Anita Gradin
- 1986–1989 Georg Andersson
- 1989–1991 Maj-Lis Lööw
- 1991–1994 Birgit Friggebo (kulturminister)
- 1994–1996 Leif Blomberg